# Miklós Simonovits
Miklós Simonovits (* 4. September 1943 in Budapest) ist ein ungarischer Mathematiker, der sich mit Kombinatorik befasst.
Simonovits studierte 1962 bis 1967 an der Loránd-Eötvös-Universität und lehrte danach dort. 1970 wurde er promoviert und 1981 habilitiert (Doktortitel im russischen System). Er ist seit 1979 am Alfred Renyi Institut für Mathematik der Ungarischen Akademie der Wissenschaften und Mitglied der Ungarischen Akademie der Wissenschaften (korrespondierendes Mitglied seit 2001, volles seit 2007).
Er war Gastprofessor an einer Reihe von Universitäten in den USA und Kanada, Gastwissenschaftler in Dänemark, in Indien, Warschau, der Lomonossow-Universität und der Karls-Universität Prag.
Simonovits ist für Beiträge zur Extremalen Graphentheorie bekannt. Außerdem befasst er sich mit theoretischer Informatik und Zufallsgraphen. Mit László Lovász entwickelte er randomisierte Algorithmen zur Volumenberechnung konvexer Körper.
1995 stellte er mit Ravi Kannan und László Lovász die KLS-Vermutung (benannt nach den drei Mathematikern) auf, bei der bis 2021 mit Hilfe der Methoden der stochastischen Lokalisierung von Ronen Eldan (siehe dessen Artikel) bedeutende Fortschritte erzielt wurden. Sie ist eine  zentrale Vermutung der konvexen Geometrie.
Er arbeitete häufig mit Paul Erdős zusammen.
Sein Vater Istvan Simonovits (1907–1985) war Hämatologe und Mitglied der Ungarischen Akademie der Wissenschaften.

## Preise und Auszeichnungen
- 1989 Tibor Szele-Medal[2]
- 1993 Akademischer Preis der Ungarischen Akademie der Wissenschaften[3]
- 1994 Akademischer Buchverlagspreis[3]
- 2007 Vollständiges Mitglied der Ungarischen Akademie der Wissenschaften[2]
- 2014 Széchenyi-Preis[2]